# Complex Siilinjärvi de carbonatita

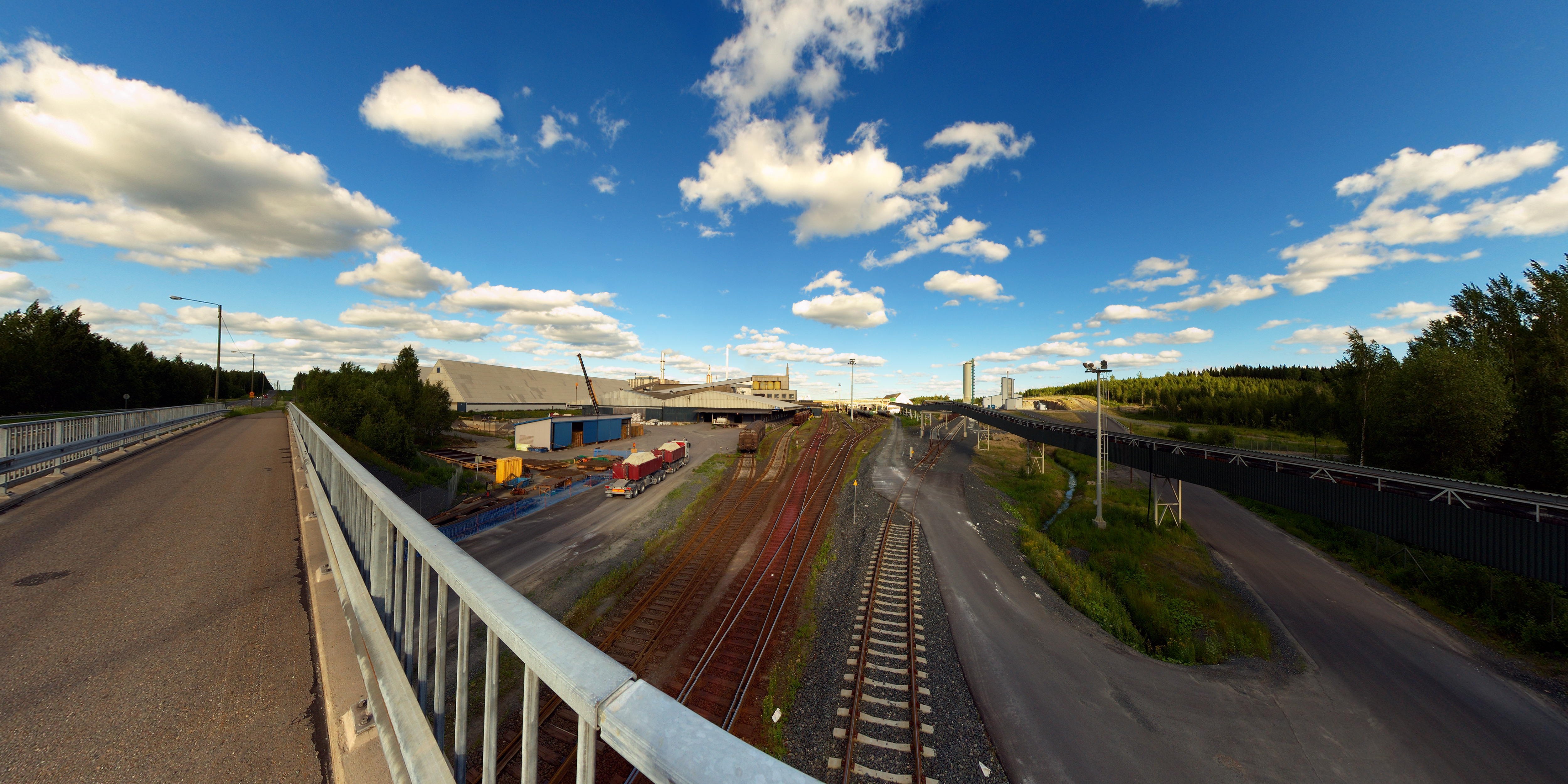
Fàbriques de fertilitzant a les rodalies de la mina.

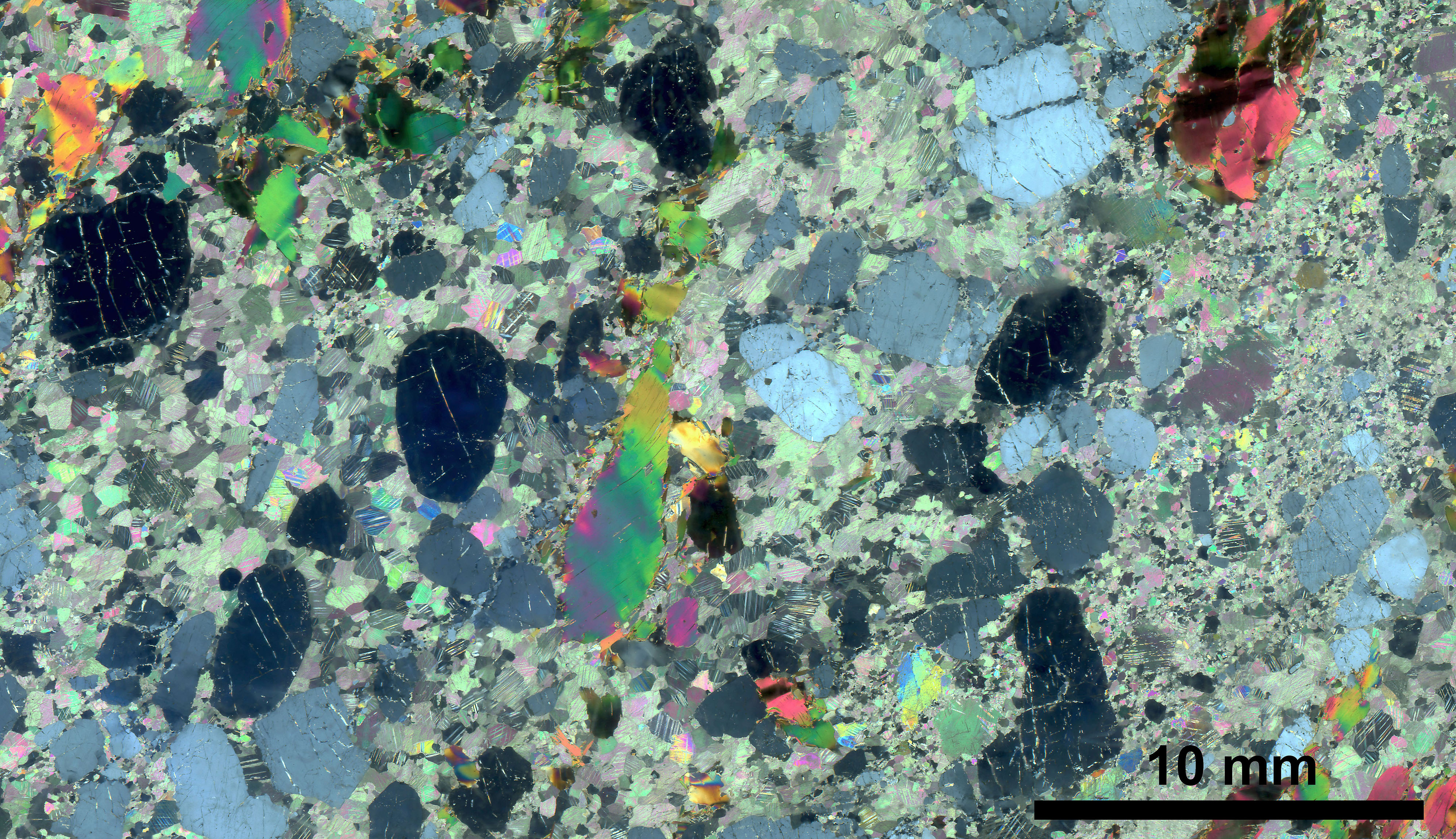
Làmina prima de carbonatita rica en apatita sota transmissió de llum polaritzada.

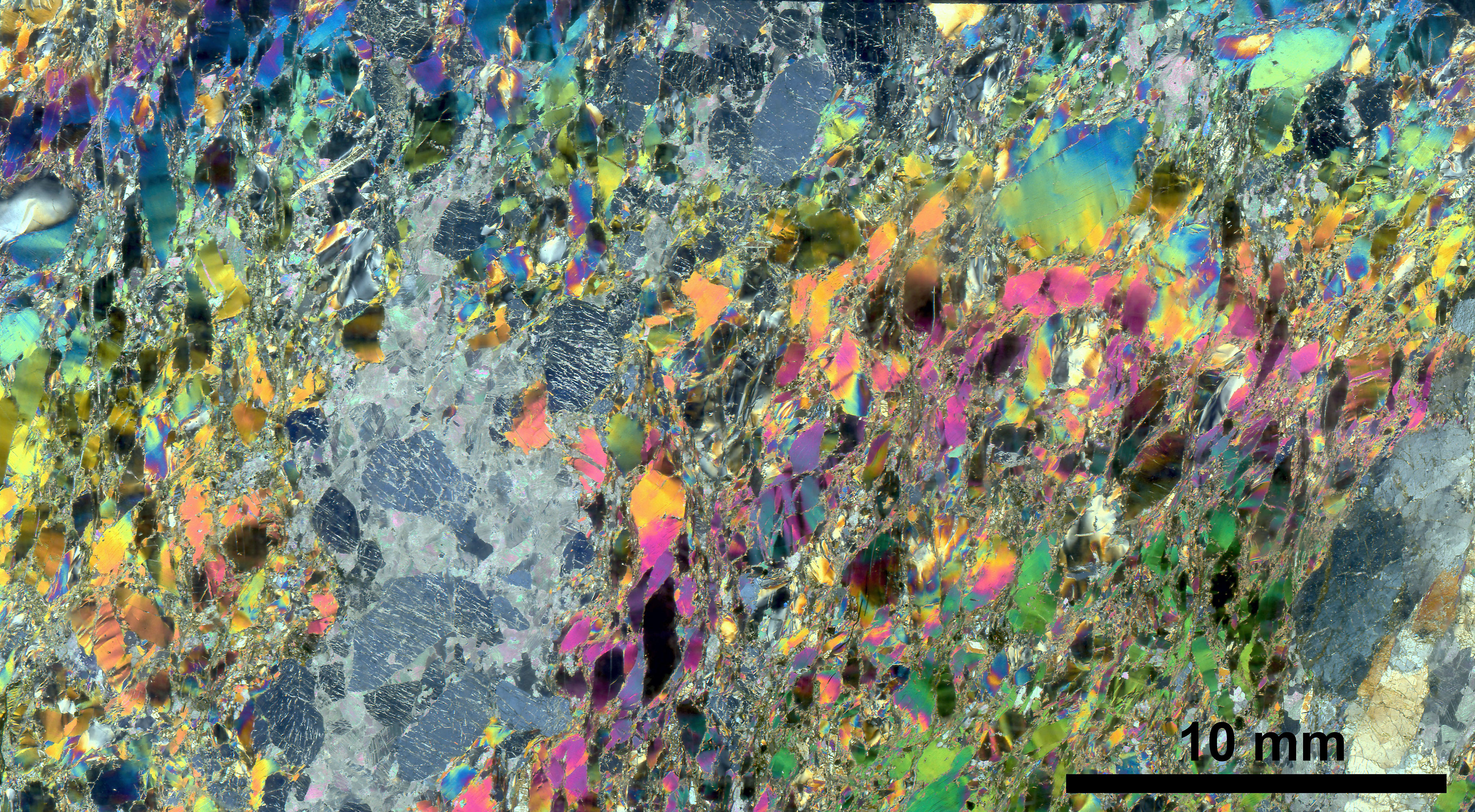
Làmina prima de glimerita rica en apatita sota llum polaritzada transmesa.

El complex Siilinjärvi de carbonatita està situat a la zona central de Finlàndia prop de la ciutat de Kuopio.
Porta el nom del poble proper de Siilinjärvi, situat aproximadament a 5 km a l'oest de l'extensió sud del complex. Siilinjärvi és el segon complex de carbonatita més gran de Finlàndia després de la formació de Sokli, i una de les carbonatites més antigues de la Terra amb 2610 ± 4 Milions d'anys. El complex de carbonatita consisteix en un cos lenticular d'aproximadament 16 km de llarg, abruptament envoltat per gneis de granit. L'ample màxim del cos és d'1,5 km i abasta 14,7 km². El complex va ser descobert el 1950 pel Servei Geològic de Finlàndia amb l'ajuda de recol·lectors de minerals locals. La perforació d'exploració va començar el 1958 per Lohjan Kalkkitehdas Oy. Typpi Oy va continuar perforant entre els anys 1964 i 1967, i Apatiitti Oy va perforar de 1967 a 1968. Després de les perforacions, es van realitzar els treballs de laboratori i planta pilot. La mina va ser oberta per Kemira Oyj el 1979 com un pou obert. L'operació va ser venuda a l'empresa Yara el 2007.
El ritme total de voladures en la mina és de 600.000 tones per setmana, 450.000 tones del pou Särkijärvi i 150.000 tones del pou Saarinen. Gairebé totes les roques de la sèrie de glimerita-carbonatita són roques de grau mineral; els fenits i diabases transversals són roques de residu. No obstant això, hi ha algunes vetes tardanes de carbonatita pobres en apatita i certs blocs de carbonatita-glimerita amb <0,5% en pes de P₂O₅. Es desconeix la raó per la qual són estèrils d'apatita, però podria estar relacionat amb el metamorfisme i el flux de fluids.
La mina Siilinjärvi és l'única mina de fòsfor en funcionament en la Unió Europea. Des de 1979, s'han extret més de 400 milions de tones de roca, aproximadament el 65% de mineral. L'any 2016, la mina havia produït 24,7 milions de tones del producte principal, apatita. Les reserves de mineral eren de 205 milions de tones al gener 2016. La producció actual és d'aproximadament 11 milions de tones de mineral per any, mentre que la llei in situ mitjana és de 4,0% en pes de P₂O₅. Aproximadament el 85% del concentrat d'apatita es processa in situ a Siilinjärvi per produir àcid fosfòric i fertilitzants, la resta del concentrat s'usa en altres fàbriques de la companyia. Els subproductes són concentrats de mica i calcita. El concentrat d'apatita es produeix per flotació en el concentrador prop del pou Särkijärvi. El concentrat pot processar-se després en àcid fosfòric utilitzant àcid sulfúric. L'àcid sulfúric s'obté actualment de la pirita de la mina Pyhäsalmi.

## Tipus de roca en el complex

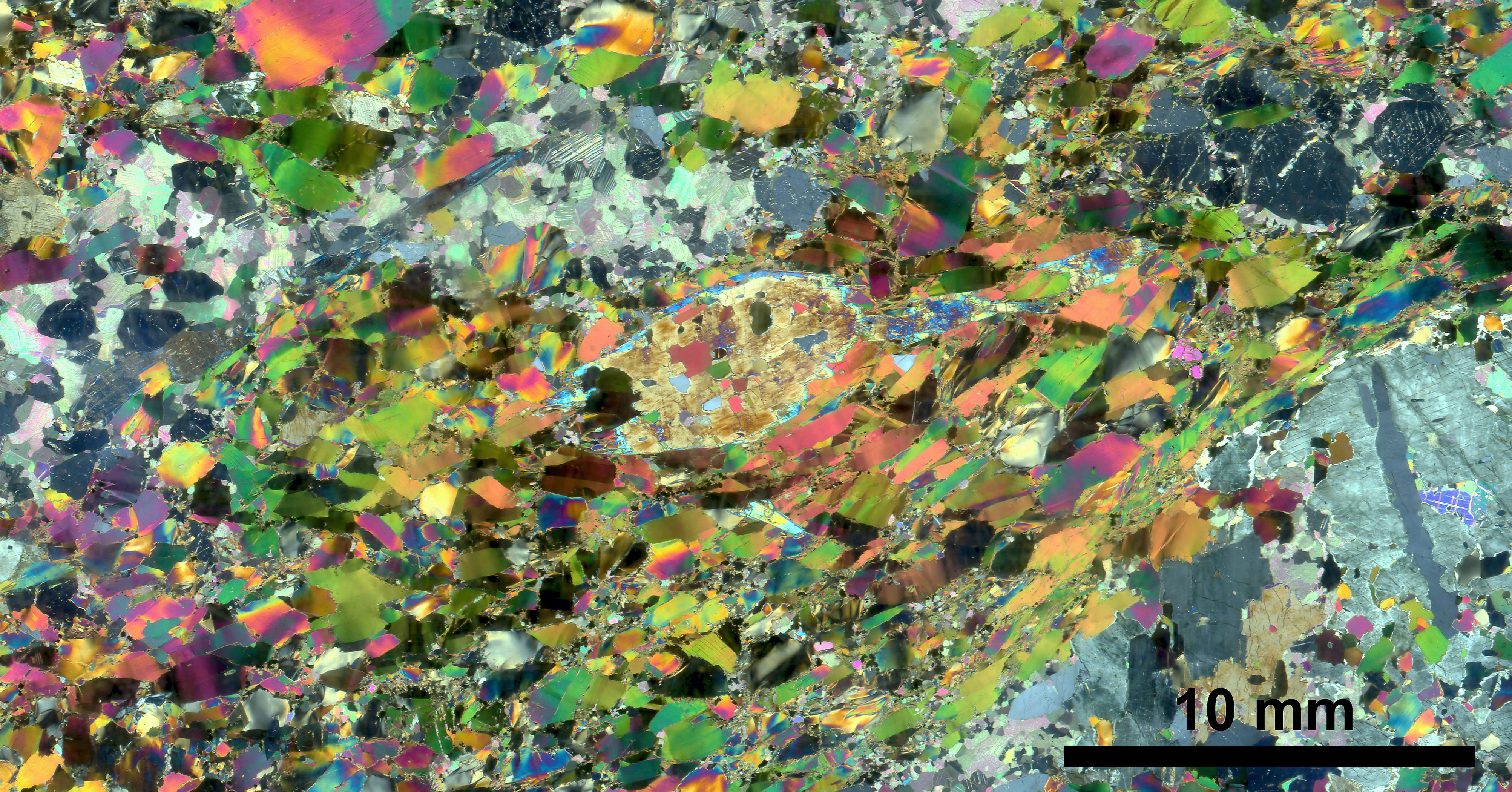
Glimerita. Imatge d'una lamina prima de mineral d'apatita de Siilinjärvi vist sota llum polaritzada.

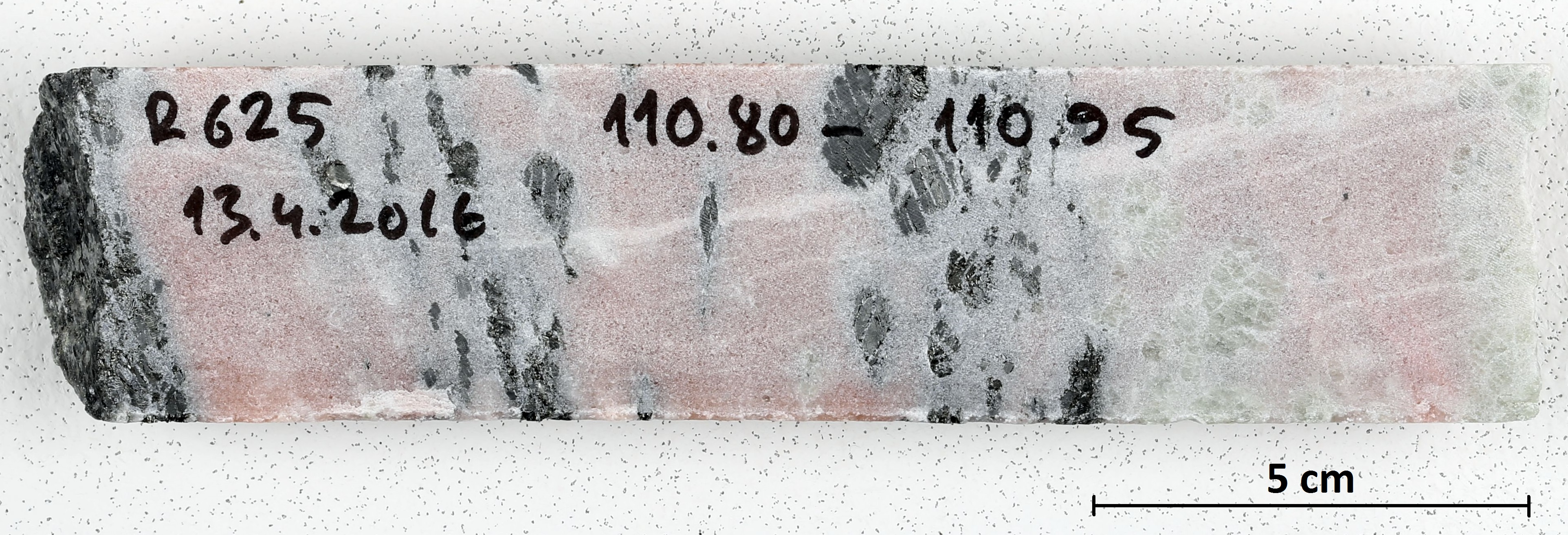
Una mostra d'una perforació de Siilinjärvi.

Cinc roques diferents caracteritzen la mina Siilinjärvir: roques de la sèrie de glimerita-carbonatita, fenites, dics de diabasa, diorites de tonalita i gneis. L'apatita s'associa amb la glimerita-carbonatites.
Comunament, els complexos de carbonatita contenen un nucli de carbonatita intrusa que talla una seqüència de roques riques en flogopita. No obstant això, en Siilinjärvi, les glimeritas i carbonatitas estan ben barrejades i es presenten com glimerites gairebé pures en làmines subverticals a verticals i carbonatites gairebé pures. El volum de la carbonatita és major al centre de la intrusió, i les roques prop de les vores del cos són en la seva gran proporció glimerites.